# Elecciones legislativas de Wallis y Futuna de 2012
Elecciones para la Asamblea Territorial tuvieron lugar en Wallis y Futuna el 25 de marzo de 2012.
Entre los derrotados en la elección estuvo Victor Brial, un exmiembro de la Asamblea Nacional de Francia.
Después de la elección, la Asamblea Territorial eligió a un socialista, Vetelino Nau, como presidente de la Asamblea con 11 votos contra 9.